# O Grande Pecador
O Grande Pecador (em inglês:  The Great Sinner) é um filme estadunidense de 1949 do gênero drama, dirigido por Robert Siodmak. Roteiro de Christopher Isherwood de uma história de Ladislas Fodor e René Fülöp-Miller, baseado no livro O Jogador de Fyodor Dostoyevsky (não creditado).

## Elenco
- Gregory Peck...Fedor dit Fedja
- Ava Gardner...Pauline Ostrovsky
- Melvyn Douglas...Armand de Glasse
- Walter Huston...General Ostrovsky
- Ethel Barrymore...Avó Ostrovsky
- Frank Morgan...Aristide Pitard
- Agnes Moorehead...Emma Getzel
- Ludwig Donath...Doutor

## Sinopse
Em 1860, um escritor russo bem-sucedido, Fedor, faz uma viagem de trem do seu país até Paris. No meio do caminho, ele recebe a companhia de uma bela passageira, Pauline Ostrovsky, acompanhada de sua ama. Eles não trocam palavras e Pauline passa o tempo todo jogando Paciência. Ao chegarem em Wiesbaden, Pauline desce e pergunta o destino de Fedor. Este lhe diz e então ela parece lamentar. Fedor acha que ela se interessara por ele e resolve descer na cidade também.
Ele a procura em vários lugares e acaba encontrando-a num hotel-cassino. Fedor descobre que ela e seu pai, um velho general russo, são jogadores compulsivos. E que a causa do lamento foi por ela achar que Fedor lhe dava sorte, pois ganhara no jogo de Paciência enquanto ele estivera por perto. Fedor começa a circular pelo cassino e fica intrigado com os diversos jogadores e resolve escrever um livro sobre isso. Quando descobre que Pauline deve favores para o dono do Cassino, em função das dívidas do seu pai, Fedor resolve tentar a sorte no jogo para ajudá-la a pagar as dívidas dele.